# Igelswies
Das Dorf Igelswies ist ein Teilort der Stadt Meßkirch und liegt etwa zwei Kilometer östlich der Kernstadt am Fluss Ablach im baden-württembergischen Landkreis Sigmaringen. Das Dorf war eine hohenzollerische Exklave in Baden.

## Geschichte
Die Existenz einer schon 1836 durch den Bietinger Pfarrer Joseph Anton Eitenbenz in einer kleinen Broschüre publizierten römischen Gutshofanlage auf dem „Steinbühl“ (auf den Höhen über Igelswies) ist unlängst durch die Luftbildarchäologie bestätigt worden.
Erstmals genannt wurde das Dorf im Jahre 1265 beim Güterverkauf des Grafen Rudolf von Montfort. Der Ort lag ursprünglich im Bereich der Goldineshuntare, dann im Gau Ratoldesbuch und später in der Grafschaft Sigmaringen. Zwischen 1270 und 1280 ging der größte Teil des Ortes durch Kauf und Schenkung an das Kloster Wald über. So verkaufte zum Beispiel am 1. Juni 1274 Konrad Hasenbein der Äbtissin Hedwig und dem Kloster Wald ein Gut zu Igelswies mit Bewilligung seines Lehensherrn, des Grafen Heinrich von Veringen.
Das Kloster blieb Ortsherr bis 1806, dann ging dessen gesamter Besitz an den Fürsten von Hohenzollern-Sigmaringen über. Die Inhaber der Grafenrechte wechselten mit den Inhabern der Grafschaft Sigmaringen, bis die Rechte 1783 mit der Schirmherrschaft über Kloster Wald von Hohenzollern-Sigmaringen an Österreich übergingen. Von 1806 an gehörte das Dorf durch die Säkularisation des Klosters aufgrund des Reichsdeputationshauptschlusses als hohenzollerische Exklave umgeben von badischem Territorium zum fürstlichen und seit 1850 als Teil der Hohenzollernsche Lande bis 1862 zum preußischen Oberamt Wald, seitdem zum Oberamt und Kreis Sigmaringen. Besitz und Rechte hatten im Ort im 13. Jahrhundert Grafen von Veringen und Lupfen, Herren von Falkensteig, Werenwag und Wildeck, im 14. und 15. Jahrhundert Grafen von Zimmern und die Stadtkirche in Meßkirch.
Am 1. Dezember 1971 wurde Igelswies auf eigenen Wunsch in die Stadt Meßkirch eingemeindet und wechselte damit auch vom Landkreis Sigmaringen zum damaligen Landkreis Stockach. Mit der Kreis- und Verwaltungsreform vom 1. Januar 1973 wurde der Landkreis Stockach aufgelöst. Igelswies kam somit wieder zum Landkreis Sigmaringen zurück.

## Politik

### Wappen
| Wappen von Igelswies | Blasonierung: „In gespaltenem Schild vorne in Schwarz ein doppelreihig rot-silbern geschachter Schrägbalken, hinten in Gold zwei schwarze Igel übereinander.“ |
| Wappen von Igelswies | Wappenbegründung: Der Zisterzienserbalken bringt die einstige Zugehörigkeit zum Kloster Wald zum Ausdruck. Die Igel machen das Wappen „redend“. Das Wappen war der Vorschlag des Staatsarchivs Sigmaringen aus dem Jahre 1947. Die Verleihung erfolgte am 8. November 1947 durch das Innenministerium Württemberg-Hohenzollern (Nr. IV 3012 B Nr. 1). |

### Ehemalige Bürgermeister
- bis 1966: Karl Lotzer[6]
- ab 1966: Josef Muffler[6]

## Kultur und Sehenswürdigkeiten

### Bauwerke
Die Katholische St.-Anna-Kapelle ist die Dorfkapelle von Igelswies. Der Neubau befindet sich in Besitz und Eigentum der Stadt Meßkirch. Auf dem Vorplatz der Kapelle befindet sich ein renoviertes Kriegerdenkmal.

### Naturdenkmäler
Rund 800 Meter nördlich von Igelswies, westlich des Forstwegs Igelswies–Engelswies, verläuft der meist ausgetrocknete Annenbach. Er entspringt südwestlich von Engelswies und versickert nach einem Lauf von rund 2500 Metern bei der Annenbach-Versickerungsstelle (48° 0′ 47,1″ N, 9° 8′ 8,6″ O), auch „Schluckloch“ genannt, einer Doline mit zehn Meter Durchmesser und zwei Meter Tiefe in den „Hangenden Bankkalken“ des Weißjura ζ3 (Tithonium, ti1). An der steilen, erodierten Dolinenböschung sind Geschiebemergel und dunkle Beckentone der Rißkaltzeit lückenhaft aufgeschlossen. In 1050 Metern Entfernung tritt das Wasser nach rund 29 Stunden ostsüdöstlich im Ablachtal als Karstquelle wieder ans Tageslicht. Nur bei starker Wasserführung fließt ein Teil des Wassers hinter der Doline weiter. Das Regierungsbezirk Tübingen hat die Doline als schutzwürdiges Geotop mit dem Namen „Annenbach-Versickerung“ eingestuft.

## Persönlichkeiten
- Anita & Alexandra Hofmann, Alexandra (* 1974) und Anita (* 1977), volkstümliche Schlagersängerinnen, wohnen in Igelswies.